# Murphy (Idaho)
Murphy è un capoluogo di contea, area non incorporata e Census-designated place della Contea di Owyhee, Idaho, Stati Uniti d'America.

## Geografia fisica
Murphy fa parte della Boise Metropolitan Area e si trova 25 miglia a sud di Nampa, ha una popolazione di 97 abitanti secondo l'ultimo censimento del 2010 ed è uno dei capoluoghi di contea più piccoli degli Stati Uniti;la superficie è di 9,9 km² con una densità di 9,8 ab/km².
Possiede inoltre un piccolo aeroporto senza torre di controllo la cui pista corre parallela alla route 78.

## Storia
Murphy è cresciuta attorno al capolinea della ferrovia Boise- Nampa-Owyhee costruita nel 1899; ha sostituito Silver City come capoluogo di contea nel 1934 e prende il suo nome da Cornelius "Con" Murphy, un capo del personale della ferrovia